# IC 4771
IC 4771 est une galaxie spirale située dans la constellation du Paon. Sa vitesse par rapport au fond diffus cosmologique est de 5 508 ± 10 km/s, ce qui correspond à une distance de Hubble de 81,2 ± 5,7 Mpc (∼265 millions d'al). Cette galaxie a été découverte par l'astronome américain DeLisle Stewart en 1901.
La classe de luminosité d'IC 4771 est III. 

## Groupe d'IC 4765
Selon A. M. Garcia IC 4771 fait partie du groupe d'IC 4765. Ce groupe de galaxies renferme au moins 31 membres dont trois du New General Catalogue et 19 de l'Index Catalogue. Toutefois, cette galaxie semble trop éloignée pour faire partie de ce groupe.